# Уролит

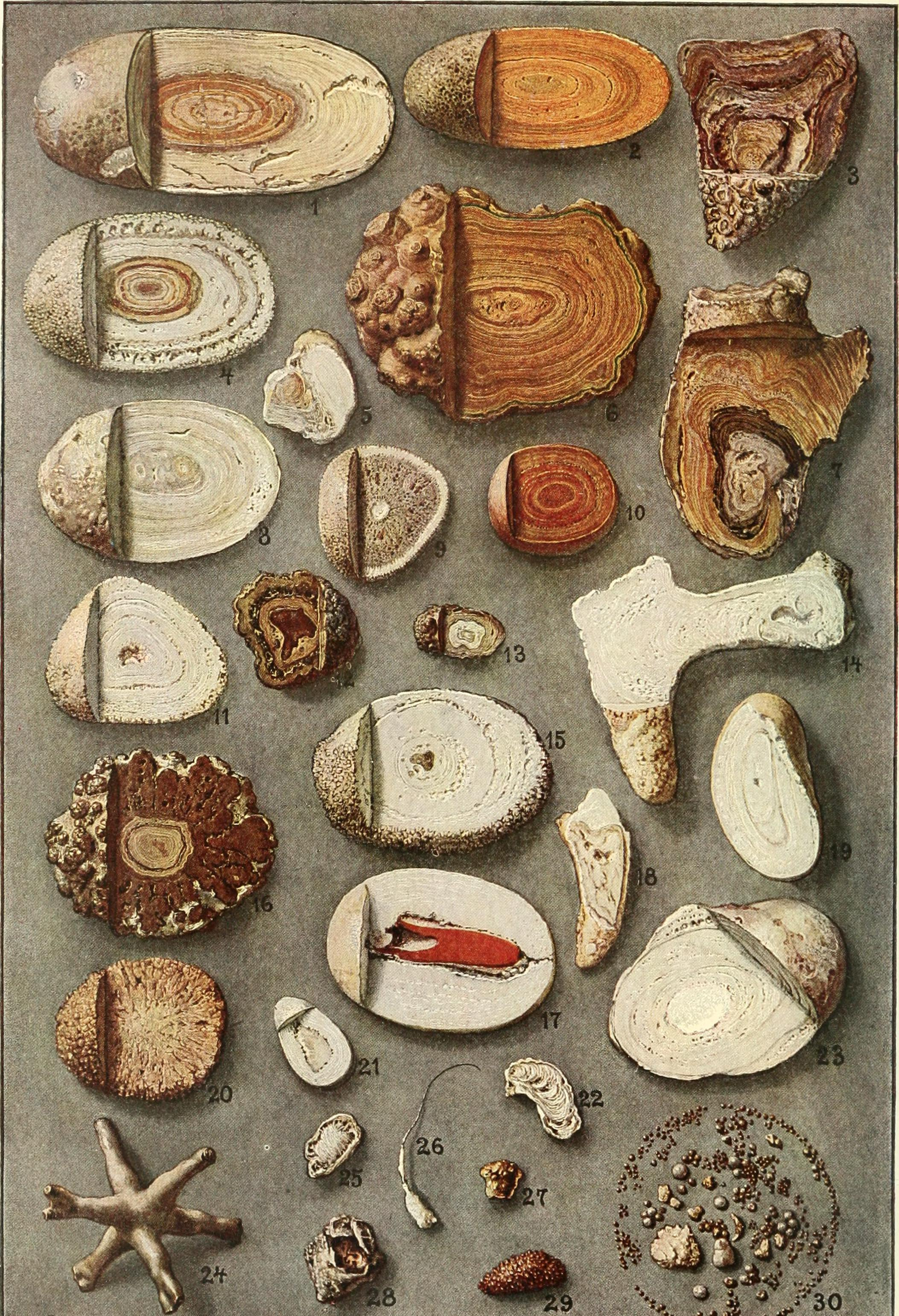
Слоистая структура уролитов в сечении

Уролит (лат. Urolithus, англ. Urolite — мочевой камень) — твёрдый биогенный минеральный конкремент в моче животных и человека. Изучаются в физиологии, медицине, минералогии и палеонтологии.

## Термин
Термин образован из греческих слов уро- означает «моча» и lithos, что означает «камень» — мочевой камень.
Впервые был использован для описания твёрдых выделений в моче рептилий, в отличие от копролитов.

## Современные уролиты

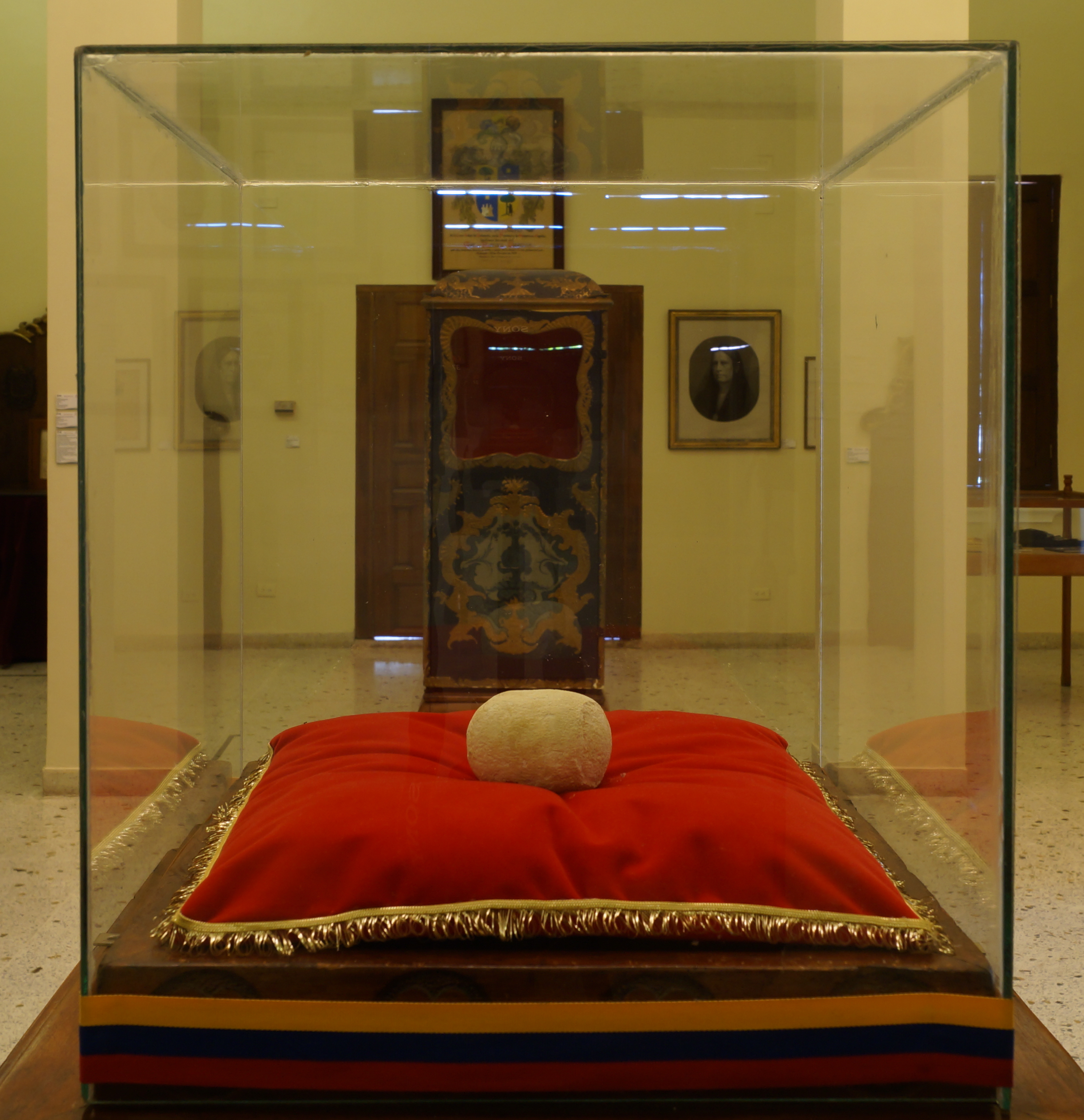
Камень, извлеченный из мочевого пузыря во время вскрытия останков Рафаэля Урданеты в Париже. Состав: оксалат кальция 48,07 %; оксалат аммония 29,09 %; фосфат кальция 22,11%. Размер: 5,8 х 6,5 х 4,8 см. Вес: 34,41 грамм

В физиологии и медицине уролиты — камни образующиеся при почечнокаменной болезни и мочекаменной болезни.
Современные уролиты образуются в процессе уролитиаза, и выходят из почек с мочой в виде фрагментов — «почечный песок» и «почечные камни».
Минералы входящие в состав уролитов:
- Уэвеллит — CaC2O4·H2O
- Уэдделлит — CaC2O4·2H2O
- Апатит — Ca3(PO4)
- Карбонатапатит — Ca3(PO4,CO3)3(OH)
- Гидроксилапатит — Ca5(PO4)3(OH)
- Струвит — NH4MgPO4·6H2O
- Ньюбериит — MgHPO4·3H2O
- Вавеллит — Al3(PO4)2(OH, F)3·5H2O
- Брушит — CaHPO4·2H2O
- Мочевая кислота — C5H4N4O3 (урикит)
- Аммоний урат — C5H4N4O3(NH4)2
- Кварц — SiO2
- Цистин — [C3H6NO2S]2 — органическое соединение

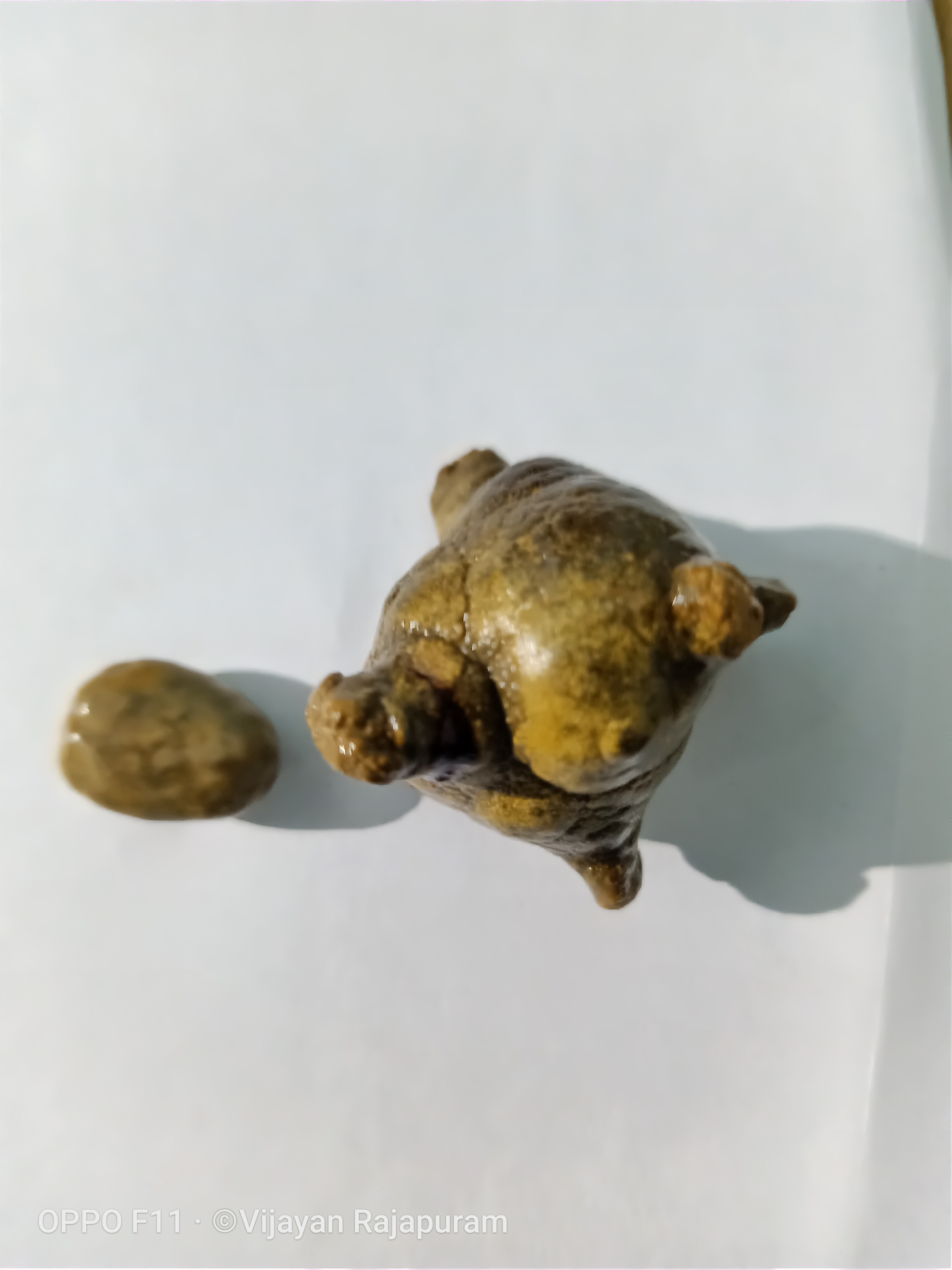
При почечнокаменной болезни форма крупных уролитов может напоминать слепок почечной лоханки
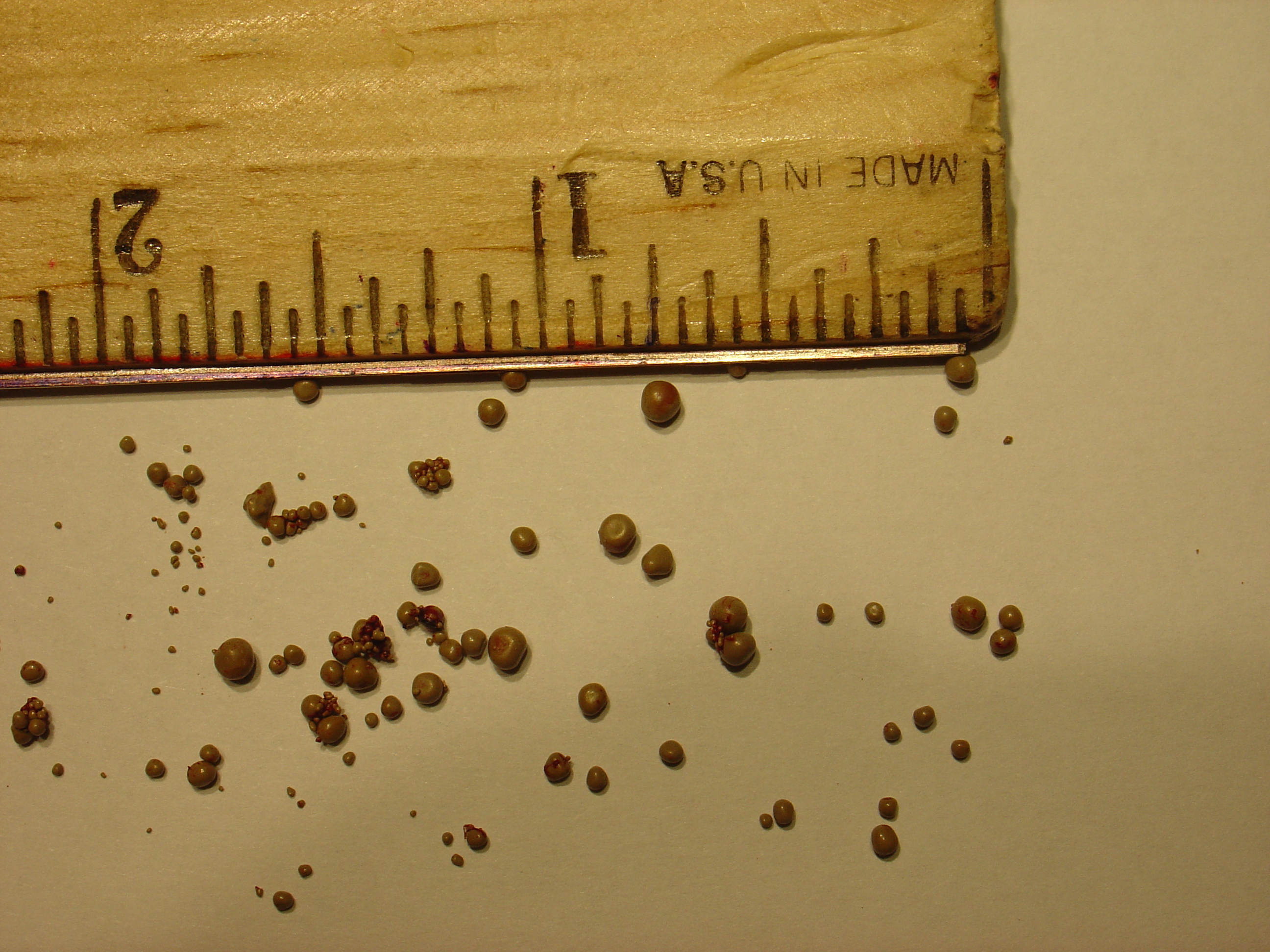
Песок при мочекаменной болезни
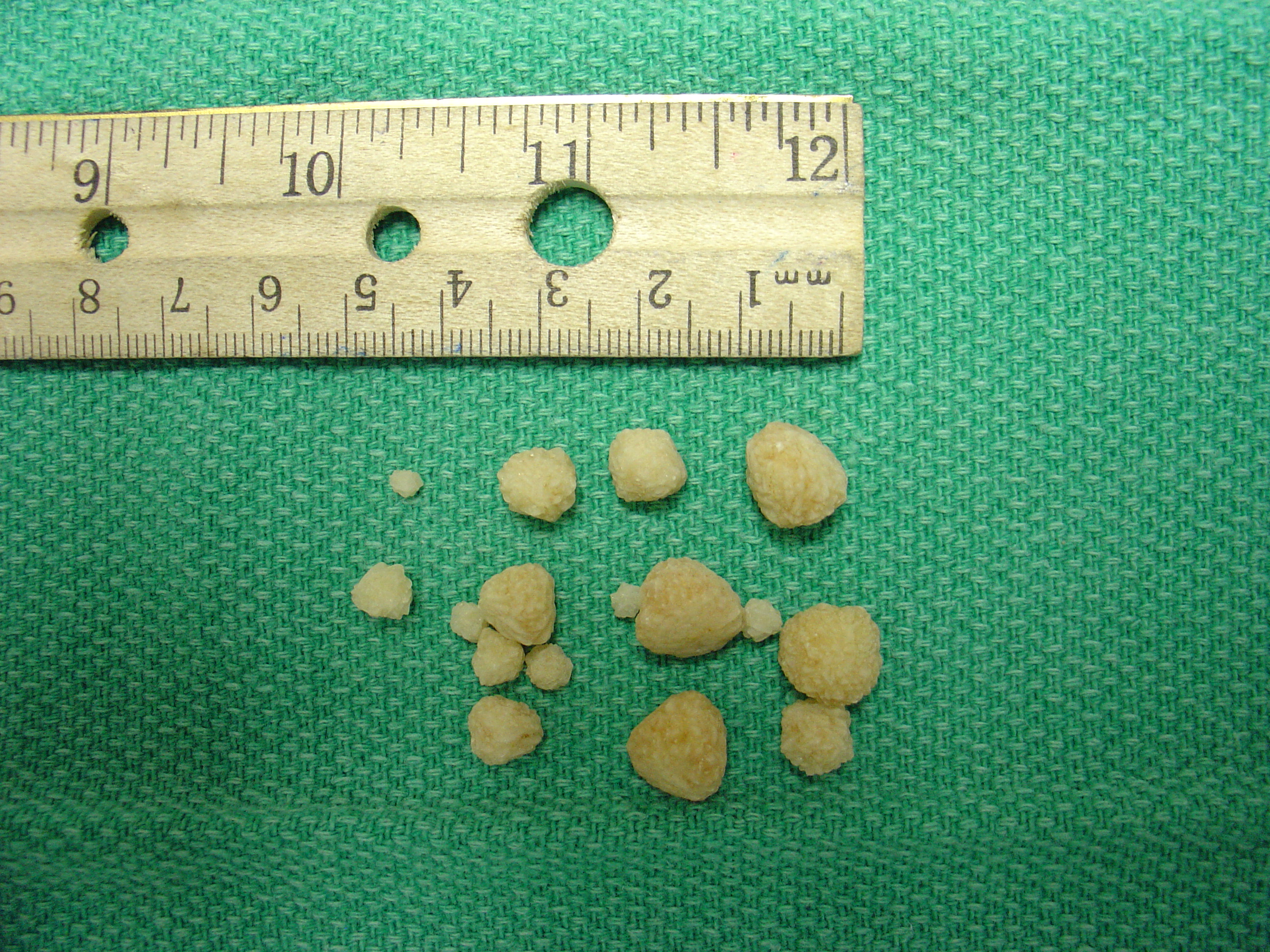
Уролиты из оксалата кальция

## Ископаемые проявления

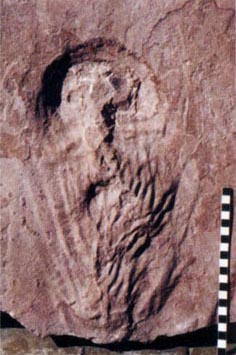
Уролит, Бразилия

В 2002 году были описаны первые свидетельства жидких выделений динозавров.
В 2004 году палеонтолог Марсело Фернандес представил следы уролитов, предположительно динозавров, на трёх эоловых плитах